# Euro Beach Soccer League 2003
L'Euro Beach Soccer League 2003 è la 6ª edizione di questo torneo.

## Calendario
| Data         | Paese                  | Città             | Stage               |
| ------------ | ---------------------- | ----------------- | ------------------- |
| 6-8 giugno   | Portogallo (bandiera)  | Estoril           | Divisione A stage 1 |
| 27-29 giugno | Inghilterra (bandiera) | Brighton          | Divisione A stage 2 |
| 4-6 luglio   | Francia (bandiera)     | Marsiglia         | Divisione A stage 3 |
| 18-20 luglio | Norvegia (bandiera)    | Stavanger         | Divisione B stage 1 |
| 25-27 luglio | Italia (bandiera)      | Lignano           | Divisione A stage 4 |
| 25-27 luglio | Austria (bandiera)     | Linz              | Divisione B stage 2 |
| 8-10 agosto  | Spagna (bandiera)      | Palma de Mallorca | Divisione A stage 5 |
| 15-17 agosto | Svizzera (bandiera)    | Berna             | Divisione B stage 3 |
| 22-24 agosto | Belgio (bandiera)      | Knokke            | Divisione B stage 4 |
| 28-30 agosto | Belgio (bandiera)      | Knokke            | Finali              |

## Squadre partecipanti

### Divisione A
- Francia
- Italia
- Portogallo
- Spagna
- Inghilterra

### Divisione B
- Austria
- Belgio
- Germania ritirata
- Svizzera
- Norvegia

## Formato
Nell’edizione 2003 le 5 squadre di divisione A si affrontano in 5 stage che andranno a formare una classifica generale. Le prime due di questa classifica accederanno direttamente alle semifinali mentre la terza e quarta partiranno dai quarti della fase finale.
Nella divisione B ci sarà lo stesso meccanismo della divisione A, con due differenze: ci saranno 4 stage e solamente le prime due classificate accederanno direttamente alla fase finale e partendo entrambe dai quarti.
Le finali saranno ad eliminazione diretta.

## Divisione A

### Stage 1
| Pos | Team        | G | V | V+ | P | GF | GS | +/- | P |
| --- | ----------- | - | - | -- | - | -- | -- | --- | - |
| 1   | Portogallo  | 3 | 3 | 0  | 0 | 21 | 9  | +12 | 9 |
| 2   | Italia      | 3 | 1 | 1  | 1 | 11 | 11 | 0   | 5 |
| 3   | Spagna      | 3 | 1 | 0  | 2 | 11 | 11 | 0   | 3 |
| 4   | Inghilterra | 3 | 0 | 0  | 3 | 7  | 19 | –12 | 0 |

| Squadra 1  | Risultato | Squadra 2   |
| ---------- | --------- | ----------- |
| Spagna     | 5-3       | Inghilterra |
| Portogallo | 7-3       | Italia      |
| Italia     | 3-2 dts   | Spagna      |
| Portogallo | 9-2       | Inghilterra |
| Italia     | 5-2       | Inghilterra |
| Portogallo | 5-4       | Spagna      |

### Stage 2
| Pos | Team        | G | V | V+ | P | GF | GS | +/- | P |
| --- | ----------- | - | - | -- | - | -- | -- | --- | - |
| 1   | Portogallo  | 3 | 2 | 0  | 1 | 16 | 11 | +5  | 6 |
| 2   | Francia     | 3 | 2 | 0  | 1 | 12 | 12 | 0   | 6 |
| 3   | Italia      | 3 | 1 | 1  | 1 | 14 | 13 | +1  | 5 |
| 4   | Inghilterra | 3 | 0 | 0  | 3 | 14 | 20 | –6  | 0 |

| Squadra 1  | Risultato     | Squadra 2   |
| ---------- | ------------- | ----------- |
| Portogallo | 6-4           | Inghilterra |
| Francia    | 3-2           | Italia      |
| Italia     | 5-5 (1-0 dcr) | Portogallo  |
| Francia    | 7-5           | Inghilterra |
| Italia     | 7-5           | Inghilterra |
| Portogallo | 5-2           | Francia     |

### Stage 3
| Pos | Team       | G | V | V+ | P | GF | GS | +/- | P |
| --- | ---------- | - | - | -- | - | -- | -- | --- | - |
| 1   | Spagna     | 3 | 3 | 0  | 0 | 26 | 12 | +14 | 9 |
| 2   | Portogallo | 3 | 2 | 0  | 1 | 19 | 22 | –3  | 6 |
| 3   | Francia    | 3 | 1 | 0  | 2 | 20 | 25 | –5  | 3 |
| 4   | Italia     | 3 | 0 | 0  | 3 | 17 | 23 | –6  | 0 |

| Squadra 1  | Risultato | Squadra 2  |
| ---------- | --------- | ---------- |
| Spagna     | 9-1       | Portogallo |
| Francia    | 7-6       | Italia     |
| Portogallo | 7-6       | Italia     |
| Spagna     | 8-6       | Francia    |
| Spagna     | 9-5       | Italia     |
| Portogallo | 11-7      | Francia    |

### Stage 4
| Pos | Team        | G | V | V+ | P | GF | GS | +/- | P |
| --- | ----------- | - | - | -- | - | -- | -- | --- | - |
| 1   | Spagna      | 3 | 3 | 0  | 0 | 19 | 8  | +11 | 9 |
| 2   | Italia      | 3 | 2 | 0  | 1 | 13 | 9  | +4  |   |
| 3   | Francia     | 3 | 0 | 1  | 2 | 12 | 16 | –4  | 2 |
| 4   | Inghilterra | 3 | 0 | 0  | 3 | 9  | 20 | –11 | 0 |

| Squadra 1 | Risultato     | Squadra 2   |
| --------- | ------------- | ----------- |
| Spagna    | 6-4           | Francia     |
| Italia    | 6-1           | Inghilterra |
| Spagna    | 6-4           | Italia      |
| Francia   | 7-7 (1-0 dcr) | Inghilterra |
| Spagna    | 7-1           | Inghilterra |
| Italia    | 3-2           | Francia     |

### Stage 5
| Pos | Team        | G | V | V+ | P | GF | GS | +/- | P |
| --- | ----------- | - | - | -- | - | -- | -- | --- | - |
| 1   | Spagna      | 3 | 3 | 0  | 0 | 19 | 12 | +7  | 9 |
| 2   | Francia     | 3 | 2 | 0  | 1 | 22 | 13 | +9  | 6 |
| 3   | Portogallo  | 3 | 1 | 0  | 2 | 17 | 16 | +1  | 3 |
| 4   | Inghilterra | 3 | 0 | 0  | 3 | 10 | 27 | –17 | 0 |

| Squadra 1  | Risultato | Squadra 2   |
| ---------- | --------- | ----------- |
| Francia    | 9-3       | Portogallo  |
| Spagna     | 8-4       | Inghilterra |
| Portogallo | 10-1      | Inghilterra |
| Spagna     | 5-4       | Francia     |
| Francia    | 9-5       | Inghilterra |
| Spagna     | 6-4       | Portogallo  |

### Classifica generale
| Pos | Team        | G  | V  | V+ | P  | GF | GS | +/- | P  | Qualificazione                |
| --- | ----------- | -- | -- | -- | -- | -- | -- | --- | -- | ----------------------------- |
| 1   | Spagna      | 12 | 10 | 0  | 2  | 75 | 43 | +32 | 30 | Qualificato per le semifinali |
| 2   | Portogallo  | 12 | 8  | 0  | 4  | 73 | 58 | +15 | 24 | Qualificato per le semifinali |
| 3   | Francia     | 12 | 5  | 1  | 6  | 66 | 66 | 0   | 17 | Qualificato per i quarti      |
| 4   | Italia      | 12 | 4  | 2  | 6  | 55 | 56 | –1  | 16 | Qualificato per i quarti      |
| 5   | Inghilterra | 12 | 0  | 0  | 12 | 40 | 86 | –46 | 0  |                               |

## Divisione B

### Stage 1
| Pos | Team     | G | V | V+ | P | GF | GS | +/- | P |
| --- | -------- | - | - | -- | - | -- | -- | --- | - |
| 1   | Norvegia | 3 | 2 | 1  | 0 | 22 | 9  | +13 | 8 |
| 2   | Svizzera | 3 | 2 | 0  | 1 | 12 | 10 | +2  | 6 |
| 3   | Belgio   | 3 | 1 | 0  | 2 | 10 | 15 | –5  | 3 |
| 4   | Austria  | 3 | 0 | 0  | 3 | 14 | 24 | –10 | 0 |

| Squadra 1 | Risultato | Squadra 2 |
| --------- | --------- | --------- |
| Norvegia  | 12-5      | Austria   |
| Svizzera  | 4-2       | Belgio    |
| Svizzera  | 5-4       | Austria   |
| Norvegia  | 6-1       | Belgio    |
| Norvegia  | 4-3 dts   | Svizzera  |
| Belgio    | 7-5       | Austria   |

### Stage 2
| Pos | Team     | G | V | V+ | P | GF | GS | +/- | P |
| --- | -------- | - | - | -- | - | -- | -- | --- | - |
| 1   | Austria  | 3 | 2 | 0  | 1 | 27 | 21 | +6  | 6 |
| 2   | Svizzera | 3 | 2 | 0  | 1 | 21 | 14 | +7  | 6 |
| 3   | Norvegia | 3 | 1 | 0  | 2 | 15 | 26 | –11 | 3 |
| 4   | Belgio   | 3 | 1 | 0  | 2 | 14 | 16 | –2  | 3 |

| Squadra 1 | Risultato | Squadra 2 |
| --------- | --------- | --------- |
| Austria   | 12-5      | Norvegia  |
| Svizzera  | 4-1       | Belgio    |
| Belgio    | 8-6       | Austria   |
| Svizzera  | 9-4       | Norvegia  |
| Austria   | 9-8       | Svizzera  |
| Norvegia  | 6-5       | Belgio    |

### Stage 3
| Pos | Team     | G | V | V+ | P | GF | GS | +/- | P |
| --- | -------- | - | - | -- | - | -- | -- | --- | - |
| 1   | Norvegia | 3 | 1 | 1  | 1 | 17 | 22 | –5  | 5 |
| 2   | Belgio   | 3 | 1 | 1  | 1 | 14 | 11 | +3  | 5 |
| 3   | Austria  | 3 | 1 | 0  | 2 | 15 | 13 | +2  | 3 |
| 4   | Svizzera | 3 | 0 | 1  | 2 | 16 | 16 | 0   | 2 |

| Squadra 1 | Risultato     | Squadra 2 |
| --------- | ------------- | --------- |
| Belgio    | 5-2           | Austria   |
| Norvegia  | 8-8 (4-3 dcr) | Svizzera  |
| Norvegia  | 6-5           | Belgio    |
| Svizzera  | 5-4 dts       | Austria   |
| Austria   | 9-3           | Norvegia  |
| Belgio    | 4-3 dts       | Svizzera  |

### Stage 4
| Pos | Team     | G | V | V+ | P | GF | GS | +/- | P |
| --- | -------- | - | - | -- | - | -- | -- | --- | - |
| 1   | Svizzera | 3 | 3 | 0  | 0 | 18 | 12 | +6  | 9 |
| 2   | Belgio   | 3 | 1 | 0  | 2 | 18 | 14 | +4  | 3 |
| 3   | Norvegia | 3 | 1 | 0  | 2 | 13 | 18 | –5  | 3 |
| 4   | Austria  | 3 | 0 | 1  | 2 | 15 | 20 | –5  | 2 |

| Squadra 1 | Risultato     | Squadra 2 |
| --------- | ------------- | --------- |
| Svizzera  | 8-4           | Austria   |
| Belgio    | 8-3           | Norvegia  |
| Svizzera  | 5-4           | Belgio    |
| Norvegia  | 6-5           | Austria   |
| Austria   | 6-6 (2-1 dcr) | Belgio    |
| Svizzera  | 5-4           | Norvegia  |

### Classifica generale
| Pos | Team     | G  | V | V+ | P | GF | GS | +/- | P  | Qualificazione                  |
| --- | -------- | -- | - | -- | - | -- | -- | --- | -- | ------------------------------- |
| 1   | Svizzera | 12 | 7 | 1  | 4 | 67 | 52 | +15 | 23 | Qualificata ai quarti di finale |
| 2   | Norvegia | 12 | 5 | 2  | 5 | 67 | 75 | –8  | 19 | Qualificata ai quarti di finale |
| 3   | Belgio   | 12 | 4 | 1  | 7 | 56 | 56 | 0   | 14 |                                 |
| 4   | Austria  | 12 | 3 | 1  | 8 | 71 | 78 | –7  | 11 |                                 |

## Finali

### Squadre qualificate
| Pos. | Squadre    | Divisione | Turno di ingresso |
| ---- | ---------- | --------- | ----------------- |
| 1    | Spagna     | A         | Semifinali        |
| 2    | Portogallo | A         | Semifinali        |
| 3    | Francia    | A         | Quarti di finale  |
| 4    | Italia     | A         | Quarti di finale  |
| 5    | Svizzera   | B         | Quarti di finale  |
| 6    | Norvegia   | B         | Quarti di finale  |

### Quarti di finale
| Squadra 1 | Risultato | Squadra 2 |
| --------- | --------- | --------- |
| Svizzera  | 6-5 dts   | Norvegia  |
| Francia   | 4-3       | Italia    |

### Semifinali
| Squadra 1 | Risultato | Squadra 2  |
| --------- | --------- | ---------- |
| Spagna    | 9-3       | Svizzera   |
| Francia   | 7-6       | Portogallo |

### Finali

#### 5º-6º posto
| Squadra 1 | Risultato | Squadra 2 |
| --------- | --------- | --------- |
| Italia    | 7-6 dts   | Norvegia  |

#### 3º-4º posto
| Squadra 1  | Risultato | Squadra 2 |
| ---------- | --------- | --------- |
| Portogallo | 8-4       | Svizzera  |

#### Finale
| Squadra 1 | Risultato | Squadra 2 |
| --------- | --------- | --------- |
| Spagna    | 8-7 dts   | Francia   |

## Classifica Finale
| Pos | Team       |
| --- | ---------- |
| 1   | Spagna     |
| 2   | Francia    |
| 3   | Portogallo |
| 4   | Svizzera   |
| 5   | Italia     |
| 6   | Norvegia   |